# Brook Billings
Pour les articles homonymes, voir Billings.
Brook Billings est un joueur américain de volley-ball né le 30 avril 1980  à Santa Barbara. Il mesure 1,96 m et joue réceptionneur-attaquant.

## Clubs
| Club          | Pays    | De        | À         |
| ------------- | ------- | --------- | --------- |
| Czestochowa   | Pologne | 2005-2006 | 2007-2008 |
| Fenerbahçe SK | Turquie | 2008-2008 | 2008-2009 |

## Palmarès
- Ligue mondiale (1)
  - Vainqueur : 2008
- Jeux Pan-Américains (1)
  - Finaliste : 2007
- Championnat d'Amérique du Nord (3)
  - Vainqueur : 2003, 2005, 2007
- Copa America (2)
  - Vainqueur : 2005, 2007
- Championnat de Pologne 
  - Finaliste :2008
- Coupe de Pologne (1)
  - Vainqueur : 2008